# Egyszerűsített közteherviselési hozzájárulás
Az egyszerűsített közteherviselési hozzájárulás  (röviden: ekho) egy magyarországi adónem, amellyel bizonyos, főként kreatív, műszaki és sportfoglalkozások művelői adózhatnak, amennyiben mellette rendelkeznek olyan bevétellel, ami után az általános szabályok szerint fizetik meg a közterheket.

## Története
Az adónemet a 2005. évi CXX. törvény az egyszerűsített közteherviselési hozzájárulásról vezette be 2006. január 1-jétől.

## Adótényállás

### Adóalany
Az ekho alanya bizonyos művészeti, média-, műszaki és sportfoglalkozásokat művelő magánszemélyek lehetnek. Fontos kikötés, hogy mellette rendelkezniük kell olyan bevétellel, ami után a közterheket az általános szabályok szerint fizetik meg.

### Adómérték
Az ekhót 2022. augusztusig két részről, kifizetői és munkavállalói oldalról kellett megfizetni. 2022. augusztus 9-i 297/2022. kormányrendelet értelmében 2022. szeptember 1-jétől a kifizetői ekho megszűnik. A munkavállalói ekho 15%, amiből 9,5% személyi jövedelemadó (szja), 5,5% pedig társadalombiztosítási járulék (tbj).
| Időszak                               | Kifizetői ekho | Munkavállalói ekho |
| ------------------------------------- | -------------- | ------------------ |
| 2006. január 1. – 2017. december 31.  | 20%            | 15%                |
| 2018. január 1. – 2019. június 30.    | 19,5%          | 15%                |
| 2019. július 1. – 2020. június 30.    | 17,5%          | 15%                |
| 2020. július 1. – 2021. december 31.  | 15,5%          | 15%                |
| 2022. január 1. – 2022. augusztus 31. | 13%            | 15%                |
| 2022. szeptember 1-től                | 0%             | 15%                |